# Celles-sur-Plaine
Celles-sur-Plaine – miejscowość i gmina we Francji, w regionie Grand Est, w departamencie Wogezy.
Według danych na rok 1990 gminę zamieszkiwały 843 osoby, a gęstość zaludnienia wynosiła 42 osób/km² (wśród 2335 gmin Lotaryngii Celles-sur-Plaine plasuje się na 416. miejscu pod względem liczby ludności, natomiast pod względem powierzchni na miejscu 171.).